# Álomvölgy Megvilágosodás Sztúpa
Az Álomvölgyi Megvilágosodás Sztúpa az egyik legősibb tibeti hagyományvonal, a DRIKUNG KAGYÜ zalaszántói Béke Sztúpa rezidens dharmatanítóitól, Drupon Koncsok Lhundup és Drupon Koncsok Dzsigmet kapott áldást és  felhatalmazást, teljes végigvezetési támogatást.

## Áldás, felszentelés

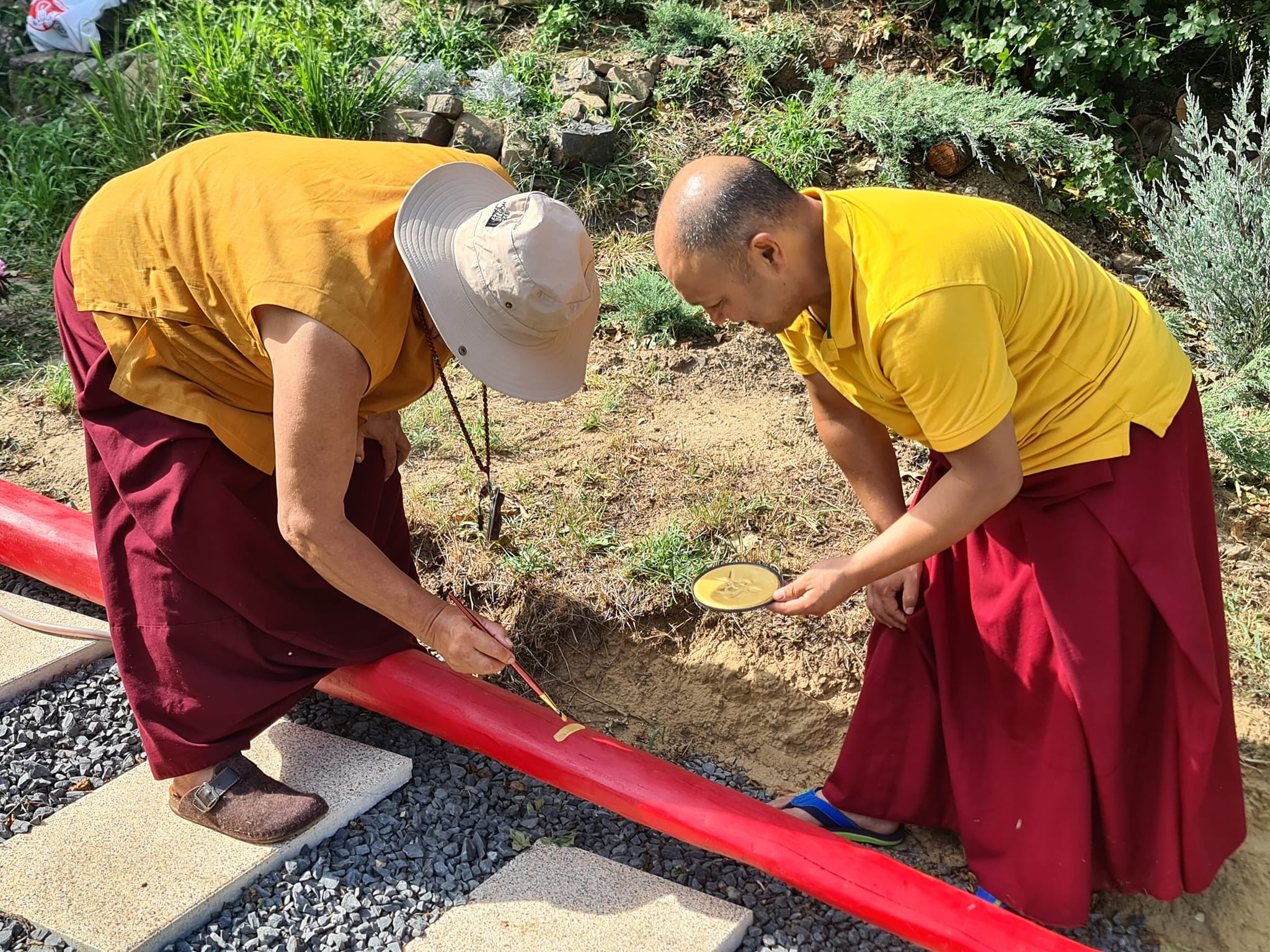
Az Om Ah Hum gyökérszótagok felfestése az életfára

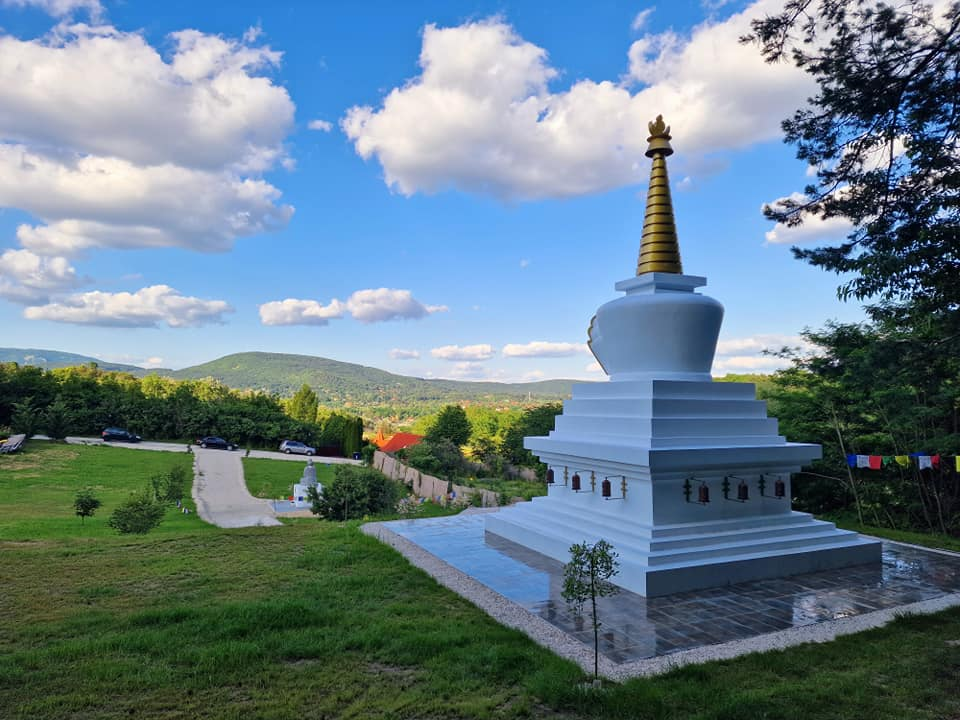
Álomvölgy látképe a körbejárható sztúpával

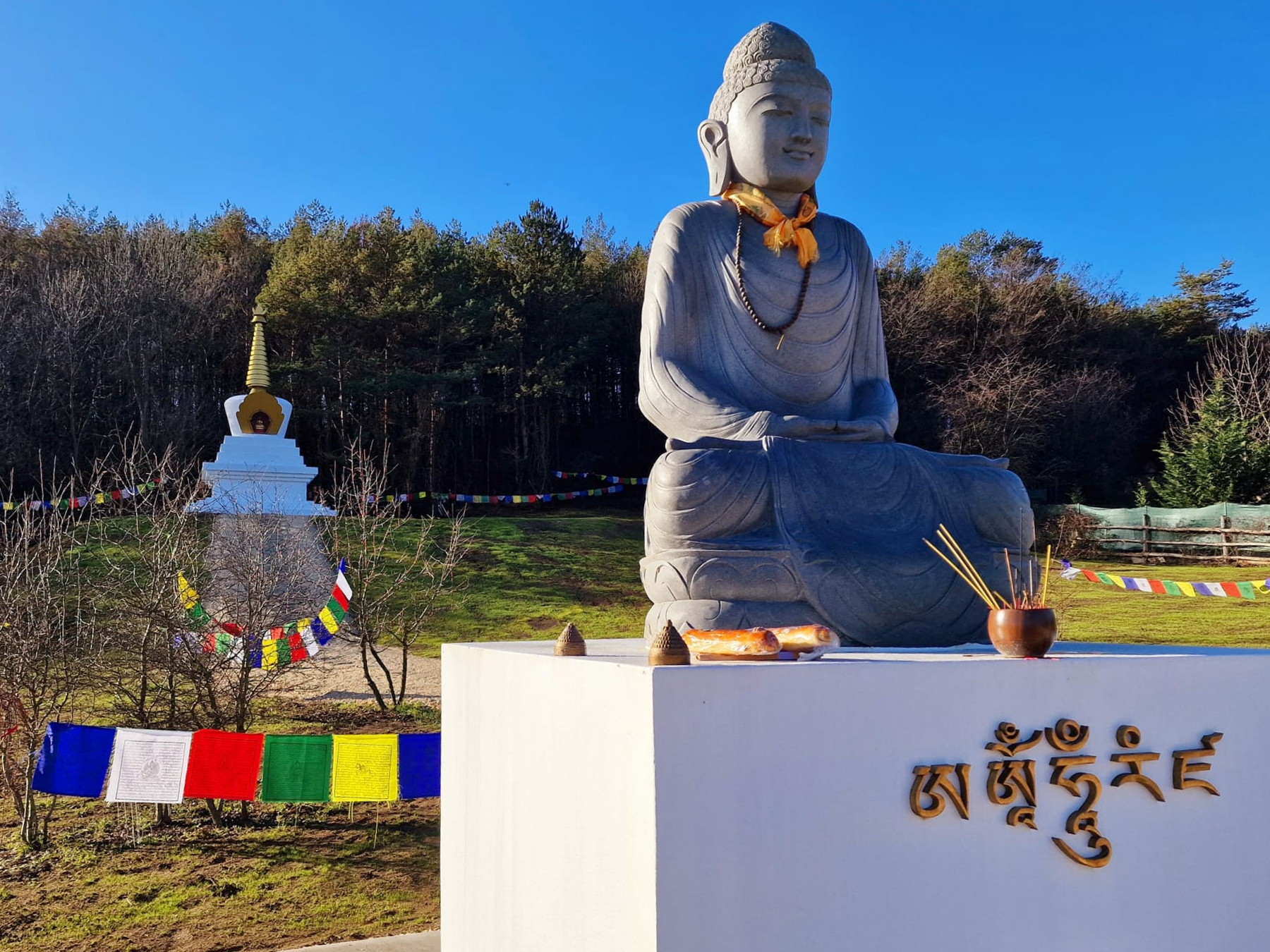
Buddha háttérben a Sztúpával

Nagy megtiszteltetés, hogy maga Őszentsége Drikungpa Csecang Rinpocse vállalta el (2022) az Álomvölgy Megvilágosodás Sztúpa szellemi védnökségét és saját kezüleg festette fel az Om Ah Hum gyökérszótagokat a sztúpa szakrális gerincét szimbolízáló életfára.
Őszentsége nemcsak áldását, tanácsait adta a sztúpa piliscsabai építésére, hanem a végső felszentelésére is ígéretet tett. A Piliscsaba, Álomvölgy területén épített sztúpa az Atemi Budo Akadémia tanárainak és az Atemi Budo Akadémia Megvilágosodás Sztúpája Egyesület 12 alapítójának - vallás- és egyházfüggetlen - szellemi gyakorló közösségének adománya.

## Küldetés
Az Álomvölgyi Megvilágosodás Sztúpa a tibeti nyolc hagyományos forma közül a “megvilágosodás" szakrális építménye, amely az egyetemes emberi együttérzés és szeretet szimbólumaként  épült meg. Vallási szervezetekhez közvetlenül nem kapcsolódik.  Az emberi tudat dualitástól mentes tisztaságát, a szellemi-lelki fejlődés útját és lehetőségét  szakrális geometriai, energetikai formában  jeleníti meg.  Az egyetemes emberi értékek szimbólumaként az érző lények szenvedéstől való megszabadulásának lehetőségét, az együttérzés kulcsszerepét jeleníti meg.
Bárki számára nyitott, látogatható és körüljárható.

## Spirituális háttér
A Kagyü (bka’ brgyud) hagyományvonalat olykor a „szóbeli tanítások hagyományvonalának” nevezik. A Kagyü „Ka” (bka’) szótagja a közvetlenül a Buddhától származó útmutatásokra, tanokra vagy szavakra (szkt. vacana) vonatkozik, míg a „gyü” (brgyud) a mesterek és tanítványok töretlen hagyományvonalát jelenti. A Kagyü hagyományvonal alapítója Tilopa Mahasziddha volt (988-1069), aki Észak-Indiában élt. Úgy tartják, hogy Tilopa közvetlen átadásban részesült az ős-buddha Vadzsradharától.
Ebben az összefüggésben a Kagyü hagyományvonal magából a valóság igaz lényegéből ered, ezért meghaladja a teret és az időt. A megértés másik szintjéről tekintve Tilopának is voltak emberi mesterei, akitől négy különleges átadásban, a „Négy Szóbeli Tanítás”-ban (bka’ babs bzhi) részesült, így ő lett a hagyományvonal fenntartója. Az egyik etimológiai értelmezés szerint a „Kagyü” név a „Négy Szóbeli Tanítás” (bka’ babs bzhi brgyud pa) rövidítésének felel meg.